# Сихейфер, Джеймс
Джеймс Сихейфер (англ. James Seehafer) — 
американский художник и мультимедийный артист, известный как автор термина Массюрреализм и за вклад в это направление искусства. 

## Биография
Сихейфер родился в Соединенных Штатах и вырос в регионе Новой Англии в Соединенных Штатах. 
Сихейфер начал выставлять свои картины в середине 1980-х годов как в Коннектикуте, так и на Нижнем Востоке Нью-Йорка, где он принимал участие во множестве групповых выставок.

В 1988 году Сихейфер поступил в Парсонс Скул оф Дизайн в Нью-Йорке. Его произведения начали включать использование источников масс-медиа, что в конечном итоге побудило его придумать термин "массюрреализм" в 1992 году. Это начало его серию картин и рисунков с тележками для покупок, которые послужили вдохновением для этой концепции в 1989–1990 годах.